# 日本の企業一覧 (輸送用機器)
日本の企業一覧(輸送用機器)（にほんのきぎょういちらん ゆそうようきき）は、「証券コード協議会」が定める業種区分に基づき「輸送用機器」とされる日本の企業の一覧。

## ア行
- 愛三工業（東証プライム・7283）
- アイシン（東証プライム・7259）
  - アート金属工業
  - アイシン軽金属
  - アイシンシロキ
- 愛知機械工業
- 曙ブレーキ工業（東証プライム・7238）
- 芦森工業（東証スタンダード・3526）
- アスカ (自動車部品)（名証メイン・7227）
- イクヨ（東証スタンダード・7273）
- いすゞ自動車（東証プライム・7202）
  - IJTT（旧：IJTテクノロジーホールディングス / 自動車部品工業 / アイメタルテクノロジー / TDF）
- 市光工業 （東証プライム・7244）
- 今仙電機製作所（東証スタンダード・7266）
- 今治造船
- 岩田商会
- ウイング（企業）
- AeroEdge（東証グロース・7409）
- エイケン工業（東証スタンダード・7265）
- エクセディ（東証プライム・7278）
- エッチ・ケー・エス（東証スタンダード・7219）
- NOK（東証プライム・7240）
- エフ・シー・シー（東証プライム・7296）
- エフテック（東証スタンダード・7212）
- FTS
- オオシマ自工
- 小田原機器（東証スタンダード・7314）
- 尾張精機

## カ行
- カーメイト（東証スタンダード・7297）
- カネミツ（東証スタンダード・7208）
- 川崎重工業（東証プライム・7012）
- 河西工業（東証スタンダード・7256）
- カヤバ（東証プライム・7242）
- カワムラサイクル
- 神菱
- 岐阜車体工業
- 鬼怒川ゴム工業
- 極東開発工業（東証プライム・7226）
- 近畿車輛（東証スタンダード・7122）
- ケーヒン

## サ行
- 桜井製作所（東証スタンダード・7255）
- 三櫻工業（東証プライム・6584）
- GMB (企業)（東証スタンダード・7214）
- ジェイ・バス
- シマノ（東証プライム・7309）
- ジャパンエンジンコーポレーション（東証スタンダード・6016）（旧：神戸発動機）
- ジャパン マリンユナイテッド
- ジャムコ（東証プライム・7408）
- ショーワ
- 昭和飛行機工業
- ジョンソンコントロールズ
- 信貴造船所（GSフェニックス・7052）
- 新明和工業（東証プライム・7224）
- スズキ (企業)（東証プライム・7269）（旧：鈴木自動車工業 ← 鈴木式織機）
- スズヤ
- SUBARU（東証プライム・7270）（旧：富士重工業）
- セレンディップ・ホールディングス（東証グロース・7318）
- 総合車両製作所
- 新来島サノヤス造船

## タ行
- 大同メタル工業（東証プライム・7245）
- ダイハツインフィニアース（東証スタンダード・6023）（旧：ダイハツディーゼル）
- 太平洋工業（東証プライム・7250）
- タチエス（東証プライム・7239）
- タツミ
- 田中精密工業（東証スタンダード・7218）
- THKリズム
- テイ・エス テック（東証プライム・7313）
- テイケイ気化器（TK気化器）
- デイトナ (企業)（東証スタンダード・7228）
- TBK（東証スタンダード・7277）
- TKJP（旧：タカタ）
- ティラド（東証プライム・7236）
- テイン（東証スタンダード・7217）
- テクノエイト
- 東亜工業
- 東海理化電機製作所（東証プライム・6995）
- 東京ラヂエーター製造（東証スタンダード・7235）
- 東洋シート
- 東洋電装
- トピー工業（東証プライム・7231）
- トヨタ自動車（東証プライム・7203）（旧：トヨタ自動車工業 / トヨタ自動車販売）
  - トヨタ車体
  - トヨタ自動車東日本
  - ダイハツ工業
  - 豊田自動織機（東証プライム・6201）
  - トヨタ紡織（東証プライム・3116）
  - 豊田合成（東証プライム・7282）
  - デンソー（東証プライム・6902）
  - 日野自動車（東証プライム・7205）

## ナ行
- 内海造船（東証スタンダード・7018）
- 名村造船所（東証スタンダード・7014）
  - 佐世保重工業
- ナンシン（東証スタンダード・7399）
- ニッキ (企業)（東証スタンダード・6042）
- 日産自動車（東証プライム・7201）
  - 日産車体（東証スタンダード・7222）
- 日信工業
- 日本ガスケット
- 日本車輌製造（東証プライム・7102）
- 日本精機（東証スタンダード・7287）
- 日本電産トーソク
- 日本プラスト（東証スタンダード・7291）

## ハ行
- ハイレックスコーポレーション（東証スタンダード・7279）
- 阪神内燃機工業（東証スタンダード・6018）
- ファルテック（東証スタンダード・7215）
- 富士機械
- 富士機工
- フジオーゼックス（東証スタンダード・7299）
- フタバ産業（東証プライム・7241）
- プレス工業（東証プライム・7246）
- ロバート・ボッシュ (企業)
- 本田技研工業（東証プライム・7267）
  - 本田技術研究所
  - ホンダアクセス
  - ホンダエンジニアリング
  - ホンダオートボディー
  - 本田金属技術
  - ホンダロック

## マ行
- 三菱自動車工業（東証プライム・7211）
- 三菱ふそうトラック・バス
- 三菱重工業
  - 三菱ロジスネクスト（東証スタンダード・7105）
- マーレフィルターシステムズ
- マツダ（東証プライム・7261）
- 松屋アールアンドディ（東証グロース・7317）
- マルヤス工業
- マレリ
- ミクニ（東証スタンダード・7247）
- 三井E&Sホールディングス（旧：三井造船）→日本の企業一覧 (機械)
- 光岡自動車
- 村上開明堂（東証スタンダード・7292）
- 武蔵精密工業（東証プライム・7220）
- 盟和産業（東証スタンダード・7284）
- ムロコーポレーション（東証スタンダード・7264）
- モリタホールディングス（東証プライム・6455）（旧：モリタ ← 森田ポンプ ← 森田喞筒工業）
  - モリタ
  - モリタ宮田工業（旧：宮田工業）

## ヤ行
- 八千代工業
- 安永 (自動車部品)（東証スタンダード・7271）
- 柳河精機
- 山田製作所
- ヤマハ発動機（東証プライム・7272）
  - ヤマハモーターサポート&サービス
- ヤンマー
- ユタカ技研（東証スタンダード・7229）
- 輸送機工業
- UDトラックス
- ユニバンス（東証スタンダード・7254）
- ユニプレス（東証プライム・5949）
- ヨロズ（東証プライム・7294）

## ラ行
- リード (企業)（東証スタンダード・6982）
- リケン
- レシップホールディングス（東証スタンダード・7213）（旧：レシップ）
  - レシップ
- レゾナント・システムズ

## ワ行
- ワイズギア